# Георги Томовски
Георги Томовски (на македонска литературна норма: Ѓорѓи Томовски) е виден художник и автор на мозайки от Северна Македония.

## Биография
Роден е в 1977 година в Скопие. Завършва средно художествено училище в родния си град в 1996 година. След това записва в отдела по живопис във Факултета за художествени изкуства към Скопския университет, от където се дипломира в 2001 година от класа на професор Родолюб Анастасов. Томовски твори активно мозайки от 1996 година и заедно с Газанфер Байрам е автор е на мозайките в Събранието на Северна Македония и във ВИП залата на летище „Александър Велики“. Томовски е съавтор и на мозайката в Македонския народен театър.
Член е на Дружеството на художниците на Македония от 2002 година. Участва в много колективни изложби, като първата си самостоятелна изложба реализира в 2006 година, а втората реализира в 2010 година. Томовски живее и работи в родния си град.